# Берт Рейнольдс
Берт Рейнольдс (англ. Burt Reynolds; 11 лютого 1936 — 6 вересня 2018) — американський актор. Був однією з найбільш успішних і високооплачуваних зірок Голлівуду в кінці 1970-х років.

## Біографія
Берт Рейнольдс народився 11 лютого 1936 року у Лансінг, штат Мічиган, США. Батько Бертон Майло Рейнольдс служив в армії, а потім начальником поліції, мати Ферн Міллер. Його сім'я переїхала до Флориди, де Берт навчався в університеті, захоплювався американським футболом, був зіркою шкільної команди і навіть думав про професійну спортивну кар'єру. Але травма коліна, отримана під час автомобільної аварії, поклала край думкам про спорт. Він кинув навчання і відправився в Нью-Йорк з бажанням стати актором. Там він працював у ресторанах і клубах, грав в масовці маленької театральної трупи.
З кінця 50-х почав зніматися в телесеріалі «Річковий пароплав» (1959-60), а потім дебютував у художньому фільмі «Ангельська дитина» (1961). Наступні десять років знімався на телебаченні і в кіно, регулярно з'являючись в серіалі «Димок із ствола» (1962-65) і в двох поліцейських шоу «Яструб» (1966) і «Ден Огест» (1970-71). У кіно він знявся в «Операція ЦРУ» (1965), «Навахо Джо» (1966) і «Сто рушниць» (1969). У 1972 вийшов фільм «Звільнення», який зробив Берта Рейнолдса зіркою Голлівуду. Ціле десятиліття актор був на піку популярності.
В кінці 1970-х актор знявся в ряді надзвичайно успішних картин: «Крутий наполовину» (1977), «Кінець» (1978), «Хупер» (1978). З цього моменту почалася смуга невезіння в кар'єрі Берта Рейнолдса — якість картин стрімко падала. Незважаючи на важку хворобу, яку пережив практично самотужки, він не переставав зніматися. Рейнолдс озвучив головного персонажа в мультфільмі «Всі пси потрапляють в рай» (1989), зіграв у картинах «Мелоун» (1987), «Поліцейський за наймом» (1987).
У 1992 році виграє телепремію «Еммі» за роль у телесеріалі «Evening Shade» (1990—1994). Отримав номінацію на «Оскар» за роль другого плану в драмі «Ночі в стилі буги» (1997).

## Фільмографія
| Рік       |    | Українська назва                           | Оригінальна назва                             | Роль                     |
| --------- | -- | ------------------------------------------ | --------------------------------------------- | ------------------------ |
| 1958      | с  | Рейс                                       | Flight                                        |                          |
| 1959      | с  | Команда М                                  | M Squad                                       | Піті Мараші              |
| 1959      | с  | Театр зірок Шліца                          | Schlitz Playhouse of Stars                    |                          |
| 1959      | с  | Роки беззаконня                            | The Lawless Years                             | Тоні Саппіо              |
| 1959—1960 | с  | Річковий човен                             | Riverboat                                     | Бен Фрейзер              |
| 1959—1960 | с  | Театр 90                                   | Playhouse 90                                  | Ейс / Актор              |
| 1960      | с  | Джонні Рінго                               | Johnny Ringo                                  | Тед Стюарт               |
| 1960      | с  | Альфред Гічкок представляє                 | Alfred Hitchcock Presents                     | Білл Девіс               |
| 1960      | с  | Саджати у в'язницю                         | Lock Up                                       | Летчард Дункан           |
| 1960—1961 | с  | Блакитні ангели                            | The Blue Angels                               | Чак / Корман             |
| 1960—1961 | с  | Акванавти                                  | The Aquanauts                                 | Лео / Джиммі             |
| 1961      | с  | Майкл Шейн                                 | Michael Shayne                                | Джеррі Тернер            |
| 1961      | с  | Театр Зейна Грея                           | Zane Grey Theater                             | Бранч Тейлор             |
| 1961      | с  | Оголене місто                              | Naked City                                    | молодий чоловік          |
| 1961—1962 | с  | Еверглейдс                                 | Everglades                                    | Траск / Лью Джонсон      |
| 1962—1965 | с  | Димок зі ствола                            | Gunsmoke                                      | Квінт Аспер              |
| 1962      | с  | Шосе 66                                    | Route 66                                      | Томмі                    |
| 1962      | с  | Перрі Мейсон                               | Perry Mason                                   | Чак Блейр                |
| 1963      | с  | Сутінкова зона                             | The Twilight Zone                             | Рокі Роудс               |
| 1965      | с  | Фірмовий                                   | Branded                                       | Red Hand                 |
| 1965      | с  | Флиппер                                    | Flipper                                       | Аль Бардман              |
| 1965      | с  | Вертикальний зліт                          | 12 O'Clock High                               | сержант Чапмен           |
| 1966      | ф  | Навахо Джо                                 | Navajo Joe                                    | Навахо Джо               |
| 1969      | ф  | 100 рушниць                                | 100 Rifles                                    | Якуі Джо Геррера         |
| 1970      | с  | Любов по-американськи                      | Love, American Style                          | Стенлі Данбар            |
| 1970—1971 | с  | Ден Огест                                  | Dan August                                    | лейтенант Ден Огест      |
| 1970      | тф | Біжи, Саймон, біжи                         | Run, Simon, Run                               | Саймон Заніга            |
| 1970      | тф | Проблеми з жінкою                          | The Trouble with Women                        | лейтенант Ден Огест      |
| 1972      | ф  | Звільнення                                 | Deliverance                                   | Льюіс                    |
| 1975      | ф  | Метушня                                    | Hustle                                        | Філ Ґейнс                |
| 1976      | ф  | Торговці мареннями                         | Nickelodeon                                   | Бак Грінуей              |
| 1977      | ф  | Смокі і Бандит                             | Smokey and the Bandit                         | Бандит                   |
| 1979      | ф  | Почати спочатку                            | Starting Over                                 | Філ Поттер               |
| 1980      | ф  | Смокі і Бандит 2                           | Smokey and the Bandit II                      | Бандит                   |
| 1980      | с  | Суботнього вечора в прямому ефірі          | Saturday Night Live                           | ведучий                  |
| 1981      | ф  | Перегони «Гарматне ядро»                   | The Cannonball Run                            | Джей-Джей МакЛур         |
| 1981      | ф  | Батьківство                                | Paternity                                     | Бадді Еванс              |
| 1981      | ф  | Команда Шаркі                              | Sharky's Machine                              | сержант Том Шаркі        |
| 1982      | ф  | Найкращий маленький бордель в Техасі       | The Best Little Whorehouse in Texas           | шериф Ерл Ед Тод         |
| 1982      | ф  | Найкращі друзі                             | Best Friends                                  | Річард Бебсон            |
| 1983      | ф  | Гонщик Строкер                             | Stroker Ace                                   | Строкер                  |
| 1983      | ф  | Смокі і Бандит 3                           | Smokey and the Bandit Part 3                  | Бандит                   |
| 1983      | ф  | Чоловік, який любив жінок                  | The Man Who Loved Women                       | Девід Флауер             |
| 1984      | ф  | Перегони «Гарматне ядро» 2                 | Cannonball Run II                             | Джей-Джей МакЛур         |
| 1984      | ф  | Заваруха в місті                           | City Heat                                     | Майк Мерфі               |
| 1985      | ф  | Стік                                       | Stick                                         | Стік                     |
| 1986      | с  | Золоті дівчата                             | The Golden Girls                              | себе                     |
| 1986      | ф  | Гнів                                       | Heat                                          | Мекс                     |
| 1987      | ф  | Мелоун                                     | Malone                                        | Мелоун                   |
| 1987      | ф  | Поліцейський за наймом                     | Rent-a-Cop                                    | Тоні Черч                |
| 1987—1991 | мс | Фантастична дівчина                        | Out of This World                             | Тоні Гарланд             |
| 1988      | ф  | Перемикаючи канали                         | Switching Channels                            | Джон Салліван            |
| 1989      | ф  | Усі собаки потрапляють до раю              | All Dogs Go to Heaven                         | Чарлі Баркін             |
| 1989      | ф  | Речовий доказ                              | Physical Evidence                             | Джо Періш                |
| 1989—1990 | с  | Страйкер                                   | B.L. Stryker                                  | Страйкер                 |
| 1990—1994 | с  | Вечірня тінь                               | Evening Shade                                 | Вуд Ньютон               |
| 1992      | ф  | Гравець                                    | The Player                                    | себе, камео              |
| 1993      | с  | Беверлі-Гіллз, 90210                       | Beverly Hills, 90210                          | Берт Рейнольдс           |
| 1993      | с  | Шоу Ларрі Сандерса                         | The Larry Sanders Show                        | Берт Рейнольдс           |
| 1993      | ф  | Поліцейський з половиною                   | Cop and ½                                     | Нік Маккрена             |
| 1993      | тф | Вітер у проводах                           | Wind in the Wire                              |                          |
| 1993      | тф | Хлопець з лівого краю                      | The Man from Left Field                       | Джек Робінсон            |
| 1995      | с  | Гоуп і Глорія                              | Hope & Gloria                                 | Берт Рейнольдс           |
| 1995      | с  | Сібілл                                     | Cybill                                        | Берт Рейнольдс           |
| 1996      | ф  | Громадянка Рут                             | Citizen Ruth                                  | Блейн Гіббонс            |
| 1996      | ф  | Стриптиз                                   | Striptease                                    | конгресмен Девід Ділбек  |
| 1996      | ф  | Час скажених псів                          | Mad Dog Time                                  | «Чокнутий» Джекі Джексон |
| 1997      | ф  | Познайомтеся з Воллі Спарксом              | Meet Wally Sparks                             | Ленні Спенсер            |
| 1997      | ф  | Бін                                        | Bean                                          | генерал Ньютон           |
| 1997      | ф  | Ночі в стилі бугі                          | Boogie Nights                                 | Джек Горнер              |
| 1997      | ф  | Пси великого міста                         | Big City Blues                                | Коннор                   |
| 1997      | в  | Божевільна шістка                          | Crazy Six                                     | Дакота                   |
| 1997      | мс | Дакмен                                     | Duckman: Private Dick/Family Man              | суддя Кітон              |
| 1997      | мс | Король гори                                | King of the Hill                              | Татертон                 |
| 1998      | тф | Універсальний солдат 2: Брати по зброї     | Universal Soldier II: Brothers in Arms        | Ментор                   |
| 1998      | тф | Круті часи                                 | Hard Time                                     | детектив Логан Макквін   |
| 1999      | ф  | Таємниця Аляски                            | Mystery, Alaska                               | суддя Волтер Бернз       |
| 1999      | тф | Круті часи: Передчуття                     | Hard Time: The Premonition                    | детектив Логан Макквін   |
| 1999      | тф | Круті часи: Заручник готелю                | Hard Time: Hostage Hotel                      | детектив Логан Макквін   |
| 1999      | тф | Універсальний солдат 3: Незакінчена справа | Universal Soldier III: Unfinished Business    | Ментор                   |
| 1999      | в  | Місяць мисливця                            | The Hunter's Moon                             | Клейтон Семюелс          |
| 2000      | ф  | Останній продюсер                          | The Last Producer                             | Сонні Векслер            |
| 2001      | ф  | Гонщик                                     | Driven                                        | Карл Генрі               |
| 2001      | ф  | Готель                                     | Hotel                                         | менеджер                 |
| 2002      | ф  | Час вовка                                  | Time of the Wolf                              | Арчі Макгрегор           |
| 2002      | с  | Цілком таємно                              | The X Files                                   | містер Берт              |
| 2002      | вг | Grand Theft Auto: Vice City                | Grand Theft Auto: Vice City                   | Ейвері Каррінгтон        |
| 2002      | тф | Вершники правосуддя                        | Johnson County War                            | Гант Лоутон              |
| 2002      | тф | Відроджена любов                           | Miss Lettie and Me                            | Семюел Медісон           |
| 2003      | тф | На тому стоїмо                             | Hard Ground                                   | Джон МакКей              |
| 2003      | ф  | Бойова бригада                             | The Librarians                                | ірландець                |
| 2003—2004 | с  | Ед                                         | Ed                                            | Расс Бертон              |
| 2004      | ф  | Троє в каное                               | Without a Paddle                              | Дел Нокс                 |
| 2005      | с  | Король Квінса                              | The King of Queens                            | тренер Велкотт           |
| 2005      | мс | Робоцип                                    | Robot Chicken                                 | Джей Джей Маклюр         |
| 2005      | ф  | Придурки з Хаззарду                        | The Dukes of Hazzard                          | бос Хогг                 |
| 2005      | ф  | Все або нічого                             | The Longest Yard                              | тренер Ней Скарборо      |
| 2006      | ф  | Кінець гри                                 | End Game                                      | генерал Монтгомері       |
| 2006      | ф  | Забудь про це                              | Forget About It                               | Сем Лефлер               |
| 2006      | с  | Фредді                                     | Freddie                                       | Карл Крейн Пул           |
| 2006—2009 | с  | Мене звати Ерл                             | My Name Is Earl                               | Чабі                     |
| 2007      | ф  | В ім'я короля: Історія облоги підземелля   | In the Name of the King: A Dungeon Siege Tale | король Конрейд           |
| 2008      | мф | Дельго                                     | Delgo                                         | батько Дельго            |
| 2010      | с  | Чорна мітка                                | Burn Notice                                   | Пол Андерсон             |
| 2011      | ф  | Ще одна комедія                            | Not Another Not Another Movie                 | Сі Джей Вотерс           |
| 2011      | тф | По дорозі додому                           | Reel Love                                     | Вейд Вітман              |
| 2011      | мс | Американський тато!                        | American Dad!                                 | сенатор Букінгем         |
| 2012      | мс | Арчер                                      | Archer                                        | Берт Рейнольдс           |
| 2014      | тф | Категорія 5                                | Category 5                                    | Попс                     |